# Sejm koronacyjny 1507
Sejm został zwołany do Krakowa w grudniu 1506 r., po wyborze króla Zygmunta I, którego dokonano na sejmie elekcyjnym, trwającym od 30 listopada do 8 grudnia 1506 r., w Piotrkowie. Sejm koronacyjny trwał od 24 I do 22 II 1507.
Sejmiki przedsejmowe odbyły się na przełomie grudnia 1506 i stycznia 1507 r. W dniu 24 stycznia 1507 r. przeprowadzona została koronacja króla. 
Obrady sejmu koncentrowały się wokół kwestii podatkowych, związanych z potrzebą obrony państwa, jak również z przeznaczeniem na wojnę z Moskwą. Uchwalono także konstytucję wojenną, w której udzielono królowi zezwolenia na ogłoszenie pospolitego ruszenia szlachty, uzupełnionej zarządzeniem popisu wojennego w poszczególnych województwach. Podjęto też sprawę zreformowania sądownictwa, a zwłaszcza ustanowienia przy królu dwóch audytorów sądowych, co dało w przyszłości powód do powstania specjalnego sądu królewskiego, zwanego później referendarskim. Przyjęto również artykuł, wprowadzający zasadę, że jeden z kanclerzy musi być osobą świecką. Ograniczono również swobodę króla w szafowaniu dochodami publicznymi, zaś decyzje w tych sprawach miały być podejmowane przy współudziale senatorów. 